# Piet Bergers
Piet Bergers (Antwerpen, 23 maart 1907 - Wilrijk, 2 februari 2001) was een Vlaams acteur en hoorspelacteur.
In het theater was hij al van jongs af verbonden aan de KNS.
Hij speelde van 1953 tot 1990 in tientallen televisiefilms, meerdere televisieseries waaronder opgemerkte rollen in Wij, Heren van Zichem en de jeugdserie Kapitein Zeppos en enkele langspeelfilms waaronder Springen.
Hij was als hoorspelacteur onder andere te horen in De vertraagde film (Herman Teirlinck - Frans Roggen, 1967), Kaïn die van nergens kwam (Charles Pascarel - Jos Joos, 1970) en Standbeelden in de regen (Gerry Jones - Frans Roggen, 1970).
Van 1930 tot 1954 was hij ook actief in de zang- en cabaretgroep "De lustige krekels". Ook Yvonne Verbeeck maakte deel uit van de groep.